# Lista de representantes permanentes de Tonga nas Nações Unidas
Esta é uma lista de representantes permanentes de Tonga, ou outros chefes de missão, junto da Organização das Nações Unidas em Nova Iorque.
Tonga foi admitido como membro das Nações Unidas a 14 de setembro de 1999.
| Início | Término | Representante permanente (Chefe de missão) | Cargo                    | Credenciais |
| ------ | ------- | ------------------------------------------ | ------------------------ | ----------- |
| 1999   | 2004    | Sonatane Tuʻa Taumoepeau-Tupou             | Representante permanente | 2000-01-21  |
| 2005   | 2009    | Fekitamoeloa 'Utoikamanu                   | Representante permanente | 2005-02-15  |
| 2009   | 2013    | Sonatane Tuʻa Taumoepeau-Tupou             | Representante permanente | 2009-06-03  |
| 2013   | atual   | Mahe ’Uli’uli Sandhurst Tupouniua          | Representante permanente | 2013-08-19  |